# Dodge Challenger
Dodge Challenger is de naam van twee verschillende automodellen van het Amerikaanse automerk Dodge uit de jaren zeventig en van een recente conceptauto van datzelfde merk. Het merk was destijds eigendom van autobouwer Chrysler, momenteel Stellantis. Dodge was in 1970 het laatste Amerikaanse automerk dat zich op markt van de pony car begaf, een markt die op dat moment al achteruit ging.

## Eerste model

### 1970
De Challenger werd geïntroduceerd met een hele rits motoren gaande van een 3,7 l 6-in-lijnmotor tot een 7,2 l V8. Het model was ook met de bekende Chrysler Hemi V8-motor te verkrijgen. De auto zelf was gebaseerd op het platform van de Plymouth Barracuda en was als coupé of als cabriolet te krijgen. Optioneel was ook een SE luxepakket beschikbaar met leren zetels, een vinyl dak en een kleinere achterruit. Met de Challenger werd ook geracet en van de raceversie kwam een wegversie uit: de Challenger T/A. Die ging echter na 1970 uit productie toen het merk zich terugtrok uit het racen. In 1970 werden 72.975 Challengers geproduceerd nadat de auto goed was ontvangen door de kopers.

### 1971
Voor 1971 was de Challenger op enkele punten gewijzigd. Hij had een nieuw radiatorrooster en standaard een minder krachtige motor. In dit tweede modeljaar stuikte de verkoop in elkaar met zo'n 60%. In 1971 werden nog slechts iets meer dan 29.883 stuks gebouwd.

### 1972
In 1972 kreeg de Challenger weer een facelift met een hertekende voorzijde. De cabriolets werden geschrapt en ook de Hemi-motor was niet langer verkrijgbaar. Vanwege de hoge toeslag van meer dan 1000 USD werd die toch niet veel gevraagd. Het sportieve model, de R/T, werd vervangen door de nieuwe Rallye-versie. In 1972 werden 26.658 Challengers geassembleerd met nog twee beschikbare V8-motoren van 5,2 l-150 pk en 5,6l-240 pk.

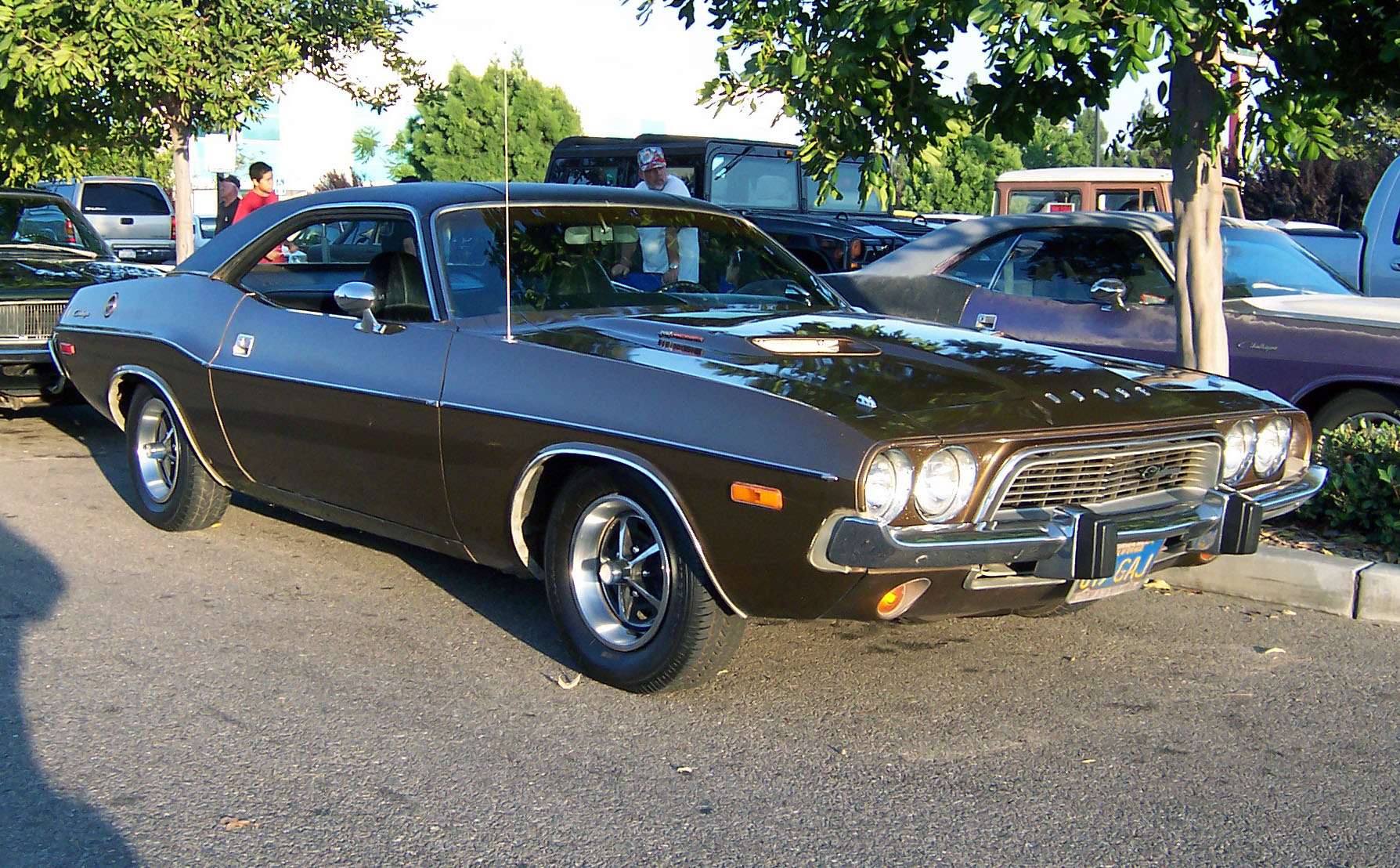
Dodge Challenger uit 1974.

### 1973
In 1973 werd de Rallye weer geannuleerd maar kopers konden hem wel nog samenstellen via de optielijst. Halfweg het jaar werd de 5,6 l vervangen door een 5,9 l V8 met 245 pk. 32.596 exemplaren kwamen in 1973 van de lopende band.

### 1974
1974 was het laatste jaar waarin het eerste model van de Dodge Challenger werd gebouwd. 16.437 stuks werden in dat jaar geproduceerd. Na slechts vijf jaar verdween het model daarna al uit het gamma.

## Tweede model
Van 1978 tot 1983 werd de naam Challenger opnieuw gebruikt, maar deze keer voor een ingevoerd model van Mitsubishi. Met name de derde generatie van de Mitsubishi Galant Lambda Coupe werd in de Verenigde Staten als Dodge Challenger en Plymouth Sapporo verkocht. In Europa was deze auto gekend als de Mitsubishi Sapporo en in Australië eerst als Chrysler Sigma Scorpion en later als Mitsubishi Sigma Scorpion. De Plymouth-versie richtte zich op luxe terwijl de Dodge-versie de sportieve weg opging.

## Derde model
In 2006 werd op de North American International Auto Show een nieuwe Dodge Challenger conceptauto voorgesteld. Deze retro herintroduceerde de Hemi V8-motor met een cilinderinhoud van 6,1 l gekoppeld aan een manuele versnellingsbak. Het is een retro omdat veel elementen van het originele model uit 1970 erin terug te vinden zijn. Dodge kondigde aan dat het nieuwe model in 2008 in productie zou gaan. Daarmee kon het de concurrentie aangaan met de succesvolle (en eveneens retro vormgegeven) Ford Mustang. Concern DaimlerChrysler heeft hiervoor al groen licht gegeven.
In februari 2008 is het nieuwe model onthuld. In eerste instantie maakte de fabrikant bekend dat de auto niet in Europa en Nederland te koop zou zijn. Dit werd in april echter teruggedraaid, en zou de auto vanaf eind 2008 in Nederland verkrijgbaar moeten zijn. Dit is echter niet gebeurd.